# Ревне (Бориспільський район)
Ре́вне — село в Україні, у Гірській сільській громаді Бориспільського району Київської області. Населення становить 1471 особа (2024 рік).

## Географія
Розташоване Ревне серед рівного поля, а за 5 км, несе свої води Дніпро.
Село знаходиться за 10 км у напрямку на південний захід від Борисполя, за 9 км від автомагістралі Київ — Харків. Географічні координати 50х17х24 пн. ш. 30х50х24 сх. д. Лісостепи довкола села багаті на лісові ягоди, дичину, а зокрема на козуль, диких кабанів, вивірок, зайців, крижнів, лисиць. Середня висота над рівнем моря — 117 метрів. Через село весною протікає притока річки Ікви. Майже на однаковій відстані від села знаходяться села Проців, Вороньків, Вишеньки, Глибоке, які були заселені іще за 2 — 3 тисячі років.

## Назва
Про назву села говорять кілька легенд. Одна з них пов'язує його з іменем першого поселенця Реви або Ревка. Але тоді б село називалось Ревів за аналогією назв Проць — Проців, Іван — Іванків, Ворон — Вороньків. Але можливо, що село називали Ревине, яке трансформувалось у Ревне. За другою легендою назва походить від назви місцевості: ревне, тобто гарне, рівнинне, хороше місце.

## Історія
Село виникло наприкінці XVII століття. Про це свідчать письмові дані.
За даними ,,Генерального следствия о маєтностях Переяславського полка (1729—1731 рр)" зазначено, що ,, село Ревне за свідченням старожилів тамошніх, як вони пам'ятають раніше людей не було, а земля та була жителя вороньківського Стояна Бондара, а за Гетьмана Мазепи і за полковника Переяславського Лисенка невідомо, по якій данині Київського Печерського монастиря законники побудували хутір, а потім біля хутора і Слободу, людьми заселили і нині ними володіють". Таким чином на початку ХУІІІ століття село вже існувало.
За Гетьманщини хутір Ревне підпорядковувався Воронківській сотні Переяславського полку, та з середини XVIII ст. у складі Бориспільської сотні Київського полку.
За описом Київського намісництва 1781 року в хуторі Ревне було 13 хат. За описом 1787 року в селі проживало 49 «казених людей».
Є на мапі 1800 року.
На початку ХІХ століття, згідно з встановленого московського територіального поділу, належало до Вороньківського волосного правління.
За переписом 1859 року в селі налічувалось 42 двори і проживало 233 особи. Серед козацького стану в селі найчастіше називається прізвище Баран. У 1917—1921 роки на основі економії пана Трепова ,,Хвильки" заснували сільськогосподарську артіль імені Леніна (в радянський час село Ленінівка, тепер село Затишне).
За переписом 1926 року в селі було 156 господарств і проживав 671 житель. В 1930 році було створено 2 колгоспи імені Леніна і імені Ворошилова.
За переписом 1939 року в Ревному проживало 1095 осіб. В селі була чотирьохкласна школа, клуб, дитячі ясла. Коли почалася Радянсько — німецька війна 229 жителів села Ревне мобілізували до Червоної Армії. З 13 липня по 9 серпня 1941 року на околиці села розташувався 327 батальйон аеродромного обслуговування російської армії. Жителі села брали участь у спорудженні злітної смуги для літаків, допомагали військовим продуктами харчування.
Перших німців ревнівці побачили 22 вересня 1941 року. Вони приїхали на велосипедах та мотоциклах наводити "новий порядок". Щоб залякати жителів села було розстріляно голову колгоспу Мусія Івановича Барана. Весною 1942 року до Німеччини з села було відправлено 71 юнака і дівчину. Два роки ревнівчани жили в умовах окупації.
98 ревнівців не повернулися з війни. Їх імена навічно викарбувані на плитах в центрі села.
У 1963 році Ревне стало центральною садибою радгоспу «Жданівський», до якого ввійшли землі сіл Процева та Мартусівки. В радгоспі було більше 4 тисяч гектарів землі. Радгосп займався вирощування картоплі, овочів, молочним тваринництвом.
В Ревному, як центральній садибі радгоспу, в 1978 році було збудовано школу на 630 учнів. Село прикрасили дитячий садок, будинок культури, адміністративний корпус радгоспу, багатоповерхові житлові будинки. У 1976 році розпочав свою роботу завод органічних добрив.

## Сьогодення
90 роки ХХ століття принесли зміни: у 1991 році радгосп «Жданівський» був перейменований у радгосп «Комунар», а в 1996 році реорганізований в колективні сільськогосподарські підприємства (КСП) «Ревне», «Мартусівка», «Проців». В селі існує дитячий будинок сімейного типу . Його в 1989 році організували Віктор Дмитрович та Тамара Володимирівна Дереньки. Вони обігріли своїм теплом 37 вихованців. 23 дітей проживають постійно в родині, а решта проживали тимчасово. Перші вихованці сімейного будинку вже стали дорослими, створили свої сім"ї. За кошти держави був збудований будинок, в якому є місце і тепло дітям, які цього потребують. Тамару Володимирівну Деренько нагороджено Орденом княгині Ольги ІІІ Ступеня.
В селі було організовано приход Української православної церкви в 1995 році.
Повагою користується серед жителів села майстер — різьбяр Павло Іванович Коломієць. Природа щедро наділила Павла Івановича талантом і він щедро ділиться ним з людьми. Біля криниць в селах Ревне, Проців, Мартусівка постали богатирі, створені умілими руками народного майстра-різьбяра.
Станом на 2009 рік в селі нараховується 556 дворів в яких проживають 1612 жителів. Село схоже на сад. Біля кожного будинку яблуні, груші, вишні, сливи. Працьовиті люди живуть в селі, а тому воно буде жити вічно.

## Відомі особистості
- Бідненко Ганна Федотівна — ланкова колгоспу імені Леніна Бориспільського району Київської області. Депутат Верховної Ради УРСР 1–5-го скликань (1938—1963).

## Джерело
- Інститут історії України, 26 вересня